# Rasra
Rasra (hindi रसड़ा) – miasto w północnych Indiach w stanie Uttar Pradesh, na Nizinie Hindustańskiej.
Populacja miasta w 2001 roku wynosiła 29 263 mieszkańców.